# Palina Charenda-Panassiouk
Palina Siarhieïewna Charenda-Panassiouk (en biélorusse : Паліна Сяргееўна Шарэнда-Панасюк), née le 21 mars 1975 à Minsk, est une militante et femme politique biélorusse. Dirigeante du mouvement de jeunesse Malady Front à Brest et coordinatrice de l'organisation Zubr dans la voblast de Brest, elle est candidate aux élections législatives biélorusses de 2019 sous la bannière du mouvement civique « Biélorussie européenne ». Arrêtée durant la répression du mouvement démocratique biélorusse de 2020-2021, elle est condamnée et incarcérée en janvier 2021. Après deux alourdissements successifs de sa peine, elle se voit refuser sa libération prévue le 21 mai 2024 en raison de nouvelles poursuites pour « désobéissance à l'administration carcérale ». Svetlana Tikhanovskaïa dénonce sa détention illégale lors de la conférence sur la Biélorussie à Stockholm, le 24 mai 2024, et appelle la communauté internationale à s'y arrêter.

## Éléments biographiques
Palina Panassiouk naît le 1er mars 1975 à Minsk. Après avoir obtenu un diplôme en histoire à l'université d'État de Brest, elle décroche une maîtrise en sciences politiques à Varsovie. Elle travaille un temps pour l'Institut de la mémoire nationale en Pologne.
Dans les années 2000, Palina Panassiouk dirige l'antenne du Malady Front à Brest et exerce les fonctions de coordinatrice du mouvement de jeunesse Zubr pour la voblast de Brest. Lors de l'élection présidentielle biélorusse de 2006, elle intègre l'équipe de campagne du candidat Alexandre Milinkevitch, puis prend part aux manifestations dites de la « révolution en jean » en mars 2006. En 2008, elle épouse Andreï Charenda.
Lors de l'élection présidentielle biélorusse de 2010, elle s'investit dans la campagne électorale d'Andreï Sannikov.
En 2017, la famille Charenda s'oppose activement au décret dit « sur l'oisiveté » , à la suite de quoi Andreï Charenda est arrêté à deux reprises. Palina Charenda-Panassiouk est également arrêtée, mais en raison de la présence de son fils mineur, le tribunal ne lui inflige qu'une amende.
Lors des élections législatives biélorusses de 2019, Palina Charenda-Panassiouk est candidate à la députation pour le mouvement « Biélorussie européenne ». Les autorités l'empêchent néanmoins de mener sa campagne à son terme après qu'elle a qualifié Alexandre Loukachenko de « dictateur » dans un discours télévisé,,.

### Persécution politique
Le 3 janvier 2021, Palina Charenda-Panassiouk est arrêtée à Brest. Placée dans un centre de détention provisoire, elle est inculpée en vertu de l'article 364 du Code pénal relatif aux violences contre des policiers : elle est accusée d'avoir griffé l'un des policiers venus l'arrêter chez elle. Par la suite, elle est également accusée d'avoir insulté le président de la république de Biélorussie (article 368 du Code pénal) et un représentant du gouvernement (article 369 du Code pénal),.
Le 9 juin 2021, Palina Charenda-Panassiouk est condamnée par le tribunal du raïon Maskowski (ru) de Brest. Le juge Ievgueni Anatolievitch Bregan confirme la peine demandée par le procureur Pavel Guennadievitch Kroupenitch : deux ans d'emprisonnement dans une colonie pénale à régime général. Le même jour, elle est reconnue prisonnière politique par un certain nombre d'organisations biélorusses de défense des droits de l'homme, notamment le Centre des droits de l'homme « Viasna » , le Comité Helsinki biélorusse et le Centre PEN biélorusse,.

Le 21 juillet 2021, l'eurodéputée Isabel Santos devient la marraine symbolique de Palina Charenda-Panassiouk. Elle déclare : 

« Je soutiens Palina Charenda-Panassiouk. Personne ne devrait être emprisonné pour avoir défendu la liberté. Chacun devrait pouvoir exprimer son opinion et avoir le droit d'être en désaccord avec les gouvernements oppressifs. L'arrestation, le procès et l'emprisonnement de Palina Charenda-Panassiouk, comme elle l'a déclaré lors du procès, « ne sont pas légaux : je ne les reconnais pas ». M. Loukachenko, libérez Palina et tous les autres prisonniers politiques ! »

En août 2021,Palina Charenda-Panassiouk est transférée à la colonie pénitentiaire pour femmes de Homiel. Elle y subit la pression de l'administration, qui la prive notamment de certains droits prévus par la loi tels que ceux de recevoir des appels téléphoniques, des visites (y compris celles d'un avocat), des colis ou de l'aide alimentaire. Sa correspondance est limitée et il ne lui est pas permis d'acheter des produits à l'intérieur de la colonie. Elle est également placée à plusieurs reprises en cellule disciplinaire,,,.
Fin février 2022, Andreï Charenda, mari de Palina Charenda-Panassiouk, signale le lancement de nouvelles poursuites contre son épouse en vertu de la partie 2 de l'article 411 du Code pénal, portant sur la « désobéissance malveillante aux exigences de l'administration de l'établissement correctionnel ». Ceci débouche sur une puis deux prolongations de sa peine.
Palina Charenda-Panassiouk est alors censée être libérée le 21 mai 2024, ayant purgé ses deux années de peine et ses prolongations, mais elle est maintenue en détention en raison d'une troisième procédure judiciaire, toujours pour le même motif.

Le 24 mai 2024, lors de la seconde journée de la conférence sur la Biélorussie se déroulant à Stockholm, Svetlana Tikhanovskaïa, cheffe de file du mouvement pour une transition démocratique en Biélorussie, dénonce la détention illégale de Palina Charenda-Panassiouk et appelle la communauté internationale à s'y arrêter : 

« Hier, l'intrépide Palina Charenda-Panassiouk, qui a purgé sa peine illégale de quatre ans, n'a pas été libérée comme elle aurait dû l'être. En prison, elle a été torturée et maltraitée. J'appelle la communauté internationale à ne pas laisser cela passer inaperçu. Chaque prisonnier politique est un symbole d'espoir et de courage. Je pense que chaque participant biélorusse présent dans cette salle a un ami ou un parent derrière les barreaux. Et ils ne doivent pas se sentir abandonnés. Nous devons lutter — chaque jour — pour leur libération. J'attends avec impatience le débat d'aujourd'hui sur les prisonniers politiques. Nous devons soutenir ceux qui sont derrière les barreaux, leurs familles et ceux qui ont déjà purgé leur peine. C'est pourquoi je me permets de réitérer mon appel à contribuer au Fonds humanitaire international pour les prisonniers politiques, comme l'ont déjà fait la Suède et la Norvège. Au moins 1 600 personnes ont déjà purgé leur peine et ont besoin d'une aide urgente. »